# Conophyma stebaevi
Conophyma stebaevi är en insektsart som beskrevs av Sergeev 1986. Conophyma stebaevi ingår i släktet Conophyma och familjen Dericorythidae. Inga underarter finns listade i Catalogue of Life.